# Anarisstugan

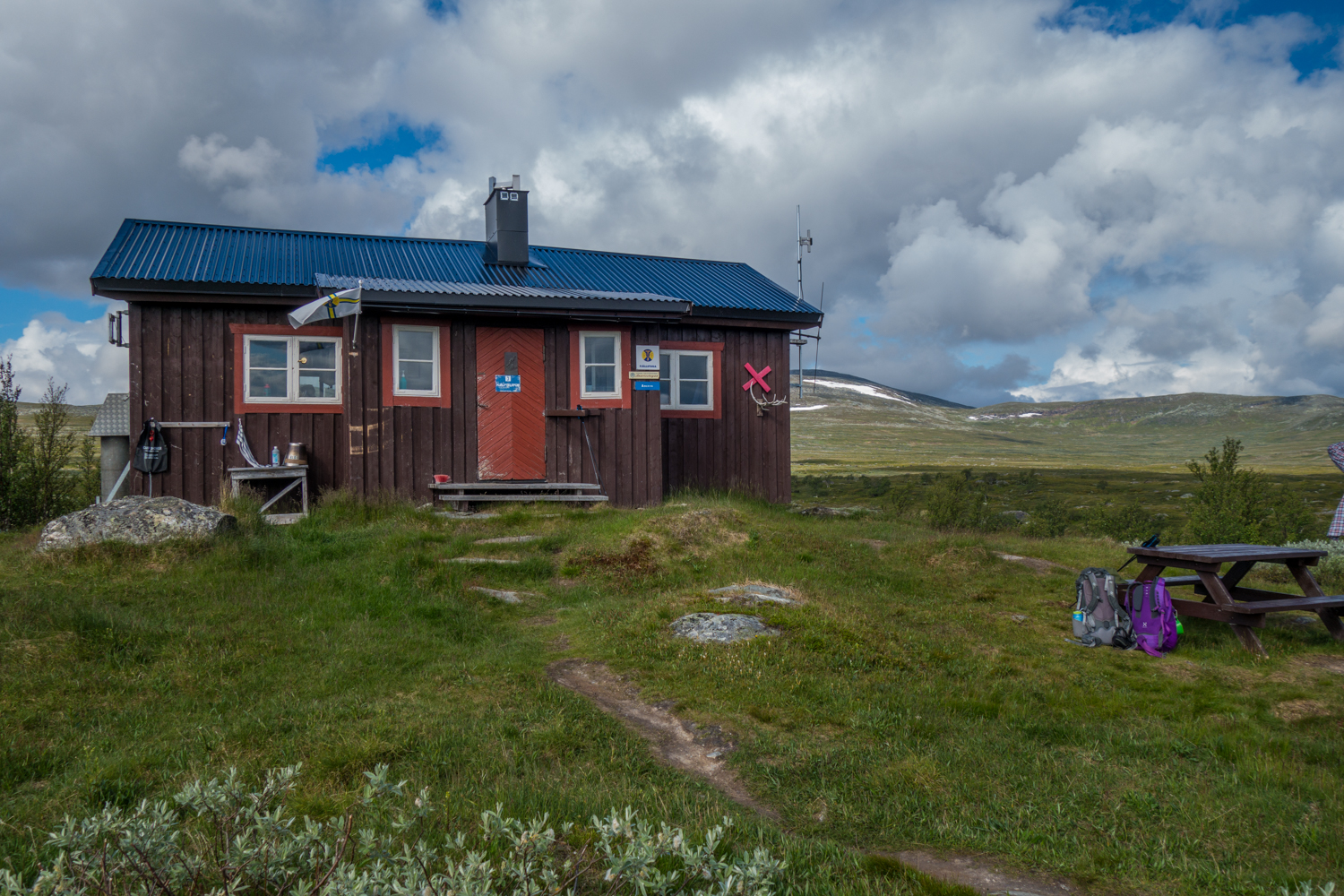
Anarisstugan.

Anarisstugan är en fjällstuga i Anarisfjällen som drivs av Svenska Turistföreningen (STF). Stugplatsen är belägen strax öster om Vålådalens naturreservat, sex kilometer öster om fjället Stor-Anahögen som är Anarisfjällens högsta topp.

## Stugplatsen
Anarisstugan uppfördes 1930 och är STF:s minsta fjällstuga och den minst besökta av alla fjällstugor. Platsen ligger i ett flackt område med många myrar, tjärnar och sjöar. Närmast stugan ligger Anarisstugtjärnen samt Anaristjärnarna. Stugplatsen består av en stuga med 10 bäddar i ett 4-bäddsrum och ett 6-bäddsrum. Det mindre rummet fungerar även som säkerhetsrum och är upplåst även då det inte är säsong. Strax intill finns även en stugvärdsstuga.

## Vandringsleder
Från stugan går vandringsleder mot Hosjöbottnarna, Lunndörrsstugan och Vallbo.